# La jaula (Star Trek)
«The Cage» (Traducido al español como: «La jaula») es el episodio piloto de la serie de televisión de ciencia ficción Star Trek: La serie original y de la resultante franquicia. Fue completado a principios de 1965 (con una fecha de derechos de autor de 1964), pero no fue transmitido en televisión en su forma completa hasta 1988. El episodio fue escrito por Gene Roddenberry y dirigido por Robert Butler. Fue rechazado por la NBC en febrero de 1965, pero ordenaron un segundo piloto: "Un lugar jamás visitado por el hombre". La mayor parte del metraje original de «La Jaula» fue incorporado más tarde en el episodio de dos partes de la primera temporada «La colección de fieras».

## Elenco primario
- Jeffrey Hunter: Capitán Christopher Pike
- Susan Oliver: Vina
- Leonard Nimoy: Sr. Spock
- Majel Barrett: Número Uno
- John Hoyt: Dr. Phillip Boyce
- Peter Duryea: Teniente José Tyler
- Laurel Goodwin: Asistente J. M. Colt

## Sobre el episodio piloto
El episodio piloto de Star Trek, "La Jaula", fue completado entre noviembre de 1964 y enero de 1965, protagonizado por Jeffrey Hunter como el Capitán Christopher Pike, Majel Barrett como Número Uno y Leonard Nimoy como Spock. Después de ser rechazado por la NBC por ser "demasiado cerebral" (entre otras quejas), Jeffrey Hunter prefirió retirarse de su rol de Pike cuando al creador Gene Roddenberry le fue solicitado la realización de un segundo episodio piloto ("Un lugar jamás visitado por el hombre") que más tarde fue transmitido en 1966.
"La Jaula" nunca fue transmitida durante la exhibición original de Star Trek en la NBC. Fue presentado por Roddenberry como una impresión de trabajo en blanco y negro en varias convenciones de ciencia ficción a través de los años después de la cancelación de Star Trek, pero no fue publicado en home video hasta 1986 cuando Paramount Home Video produjo una versión "restaurada" de "La Jaula " (una combinación del metraje original en blanco y negro y las partes en color del episodio de la primera temporada "La colección de fieras") completa con una introducción de Gene Roddenberry.
El 4 de octubre de 1988, Paramount Pictures transmitió un especial de televisión de dos horas, presentado por Patrick Stewart, llamado "La Saga de Star Trek: De Una Generación a la Siguiente" que presentó, por primera vez, una transmisión por televisión a todo color de "La Jaula". En algunos mercados, el especial no se transmitió hasta el 15 de octubre de 1988. En los Estados Unidos "La Jaula" fue publicada por primera vez en DVD en diciembre del año 2001. Más tarde fue incluida en el disco final del paquete de DVD de la tercera temporada tanto de la versión original como de la "remasterizada" (listadas con la fecha original de exhibición del 15 de octubre de 1988).

## Resumen
"La jaula" tenía la mayor parte de las características esenciales de Star Trek, pero existían muchas diferencias entre este episodio y la serie propiamente tal. El capitán de la nave estelar USS Enterprise no era James T. Kirk sino Christopher Pike. Spock estaba presente pero no como Primer Oficial. Ese rol fue tomado por un personaje conocido solamente como Número Uno, representado por Majel Barrett. El personaje de Spock difiere algo de lo que se ve en el resto de Star Trek: él presenta una juvenil ansia que contrasta con el más reservado y lógico Spock, como este personaje es más conocido. Él también dice la primera línea de toda la serie: "¡Comprueben el circuito!"
La NBC calificó el piloto como "demasiado cerebral", "demasiado intelectual" y "demasiado lento" sin "suficiente acción". Más que rechazar de plano la serie, la cadena solicitó —en una inusual y, en esa época, sin precedente acción— un segundo piloto: "Un lugar jamás visitado por el hombre". Más que desechar el caro metraje, la mayor parte del cual fue reciclado en el episodio posterior "La colección de fieras" (dejando al piloto volver a su antiguo nombre de "La jaula"), en un episodio de dos partes (episodios 016-1 y 016-2), que revisitó los eventos del piloto, y que lo hizo parte de la continuidad del resto de la serie. El episodio "La jaula" algunas veces es listado como el episodio número 80 en ser transmitido. En la versión en cinta de video VHS para el mercado de hogar ha sido señalado como el episodio número 1.
El proceso de editar el piloto en "La colección de fieras" provocó desarmar el negativo original de "La jaula", y se consideró durante muchos años que estaba parcialmente perdido. La impresión de 16mm en blanco y negro de Roddenberry hecha para fines de referencia era la única impresión que existía del programa, y era frecuentemente mostrado en las convenciones. Las primeras entregas en video de "La jaula" utilizaron el material en 16mm de Roddenberry, intercalados con escenas en color de "La jaula" que fueron usadas en "La colección de fieras". Fue solo en 1987 que un archivista de películas encontró un rollo de 35mm sin marcar en un laboratorio de películas de Hollywood con los cortes de los negativos de las escenas que no se usaron. Al darse cuenta de lo que había encontrado, él dispuso el regreso del metraje a la compañía de Roddenberry. En algunos círculos de fan esto es discutido y es alegado (incorrectamente) que el metraje de 16mm en blanco y negro fue colorizado. 
"La jaula" fue transmitida por primera vez en su totalidad y a todo color a finales de noviembre de 1988 como parte de La Saga de Star Trek: Desde una Generación a la Siguiente, un especial retrospectivo de dos horas presentado por Patrick Stewart. Contenía entrevistas con Gene Roddenberry, Maurice Hurley, Rick Berman, Mel Harris y miembros del elenco de la serie original y de la nueva, extractos de ambas series y de las películas I a IV de Star Trek con un pequeño adelanto de la película Star Trek V. Posteriormente fue retransmitido por la United Paramount Network en 1996 con un detrás de las escenas de la película Star Trek: Primer Contacto.
De acuerdo a "La colección de fieras", los eventos de "La jaula" ocurrieron trece años antes de la primera temporada de Star Trek. Aunque ninguna fecha estelar fue dada.

## Trama
El USS Enterprise, bajo el mando del capitán Christopher Pike, recibe una llamada de auxilio del cuarto planeta del grupo estelar Talos. Una partida de desembarco es organizada y teletransportada a la superficie del planeta para investigar. Siguiendo la señal de auxilio a su fuente, la partida descubre un campamento de supervivientes de una expedición científica que había estado perdida durante 18 años. Entre los sobrevivientes hay una bella mujer joven llamada Vina.
Cautivado por su belleza, Pike se descuida y es capturado por los talosianos, una raza de humanoides con grandes cabezas bulbosas que viven bajo la superficie del planeta. Se revela que la llamada de auxilio, y los sobrevivientes del accidente, excepto Vina, son solo ilusiones creadas por los talosianos para atraer al Enterprise al planeta. Mientras se encuentra prisionero, Pike descubre los planes de los talosianos para repoblar su destrozado planeta usándolo a él y a Vina como ejemplares de reproducción para crear una raza de esclavos.
Los talosianos tratan de usar su poder para crear ilusiones para hacer que Pike se interese por Vina, y la presentan en variados disfraces y ambientes, primero como una princesa Rigeliana, luego como una amorosa y compasiva granjera, luego como una seductora y de piel verde Orion. Pike resiste todas las manipulaciones, así que los talosianos atraen a la primera oficial y a la asistente de Pike, ambas mujeres, para ofrecer mayores tentaciones. Para ese entonces, sin embargo, Pike descubre que sus primitivas emociones humanas pueden neutralizar la habilidad de los talosianos para leer su mente, y él logra escapar a la superficie del planeta junto con su partida de desembarque.
Los talosianos enfrentan a Pike y a sus compañeros antes de que puedan teletransportarse de regreso a la nave, pero el capitán rehúsa negociar, incluso amenaza con matarse a sí mismo y a los otros en vez de someterse a las demandas de los talosianos. Ante el temor de perder su única esperanza para su futuro, los talosianos analizan los registros del Enterprise y se dan cuenta de que la raza humana es demasiada "violenta" para poder usarla en forma adecuada.
Encarados con ninguna otra opción, los talosianos dejan que los humanos se vayan. Los otros miembros del equipo son teletransportados de regreso a la nave, pero Pike permanece atrás con Vina, rogándole que se vaya con él. Vina le dice que ella no puede dejar el planeta. Se relata que efectivamente una expedición se había estrellado en Talos IV, y que Vina era la única sobreviviente. Pero que había resultado muy malherida, y que los talosianos aunque habiendo sido capaces de salvarla, al no tener ninguna base para evaluar la estética humana, la habían dejado terriblemente desfigurada. Con la ayuda de las ilusiones de los talosianos ella es capaz de aparecer bella y con buena salud.
Dándose cuenta de que la ilusión talosiana de salud y belleza es necesaria para Vina, Pike está listo para regresar al Enterprise, pero en un acto de buena voluntad, los alienígenas le muestran que Vina ve una imagen de Pike al lado de ella caminando hacia la entrada del hábitat talosiano. Después Pike se teletransporta a la nave poco después de las palabras de cierre del Guardián "Ella tiene una ilusión y tú la realidad. Que ambos encuentren su jornada agradable".

## Remasterización del aniversario 40
Aunque no transmitido en esta forma y como parte de la serie original (1966 – 1969), este episodio fue remasterizado en el año 2006 e iba a ser transmitido el 26 de abril de 2008 como parte de la remasterizada Serie Original. Iba a ser precedido una semana antes por el episodio remasterizado "Las Mujeres de Mudd" y seguido una semana más tarde por el remasterizado "Asignación: Tierra". Sin embargo, en el último minuto el episodio fue retirado y fue transmitido en el fin de semana del 2 de mayo de 2009, como parte de las promociones para la nueva película de Star Trek en el fin de semana siguiente. Está incluido como parte del conjunto de DVD de la remasterizada Tercera Temporada.
Los cambios incluyen:
- Nuevas tomas CGI (Computer Generated Images, en inglés) exteriores de la versión del piloto del USS Enterprise.
- Nueva versión de la toma que hace zum desde el exterior de la nave, a través de la cúpula al interior del puente. Todo el puente y todos los personajes fueron recreados en CGI y mezclados con las tomas en vivo que comienzan con la primera línea de diálogo de Spock.
- Un campo estelar móvil es visible desde la ventana de las habitaciones del capitán Pike.
- Nuevas imágenes generadas por ordenador durante la escena en que los talosianos exploran los bancos de memoria del Enterprise. Fueron incluidas imágenes de eventos que aún no habían ocurrido cuando el piloto fue filmado en 1964 tales como el aterrizaje en La Luna del Apolo XI.
- Créditos principales y finales reformateados para conformarse a los del resto de la serie.
- Las escenas de la versión sindicada donde Spock muestra emociones fueron cortadas (Spock sonríe cuando ve las flores talosianas y muestra pánico cuando la Asistente y la Número Uno son teletransportadas sin incluir a los hombres).

## La colección de fieras
De los 63 minutos del piloto, aproximadamente 52 minutos fueron usados en el episodio de dos partes La colección de fieras, aunque la escena final en la superficie fue alterada ligeramente y usada como el mensaje final de los talosianos al capitán Kirk. Pike, ahora siendo capaz de disfrutar la ilusión de estar saludable y ser capaz de caminar nuevamente acompaña a Vina a la entrada del hábitat talosiano. Lo que habían sido las palabras finales del Guardián para Pike se convierten en las palabras finales para Kirk, siendo alteradas ligeramente: "Capitán Pike tiene una ilusión, y tú tienes la realidad. Que ambos puedan encontrar felicidad en sus caminos". La voz en off, sin embargo, es colocada en la amenazadora escena anterior cuando el Guardián comunica, con un gesto petulante, "Pronto podremos comenzar el experimento".
De acuerdo a La colección de fieras, la Flota Estelar puso al planeta bajo estricta cuarentena como resultado del primer encuentro del Enterprise con Talos IV, cuya violación es el único crimen que es castigado con la pena de muerte. No solo eso, sino que cuando Spock viola la prohibición, Kirk (como su oficial comandante) también es afectado por dicha violación. Nunca queda explicado claramente por qué se tomó una medida tan dura, aunque el Guardián le dice a Pike que si los humanos y los talosianos mantuvieran contacto, "Su raza eventualmente descubriría nuestro poder de ilusión y se destruiría a sí misma también". Al final de La colección de fieras, la Flota Estelar permite una excepción para Kirk y Spock, pero aún tiene que ser establecido en el canon de Star Trek si la pena de muerte por romper la cuarentena de Talos IV fue retirada alguna vez.

## Producción
"La jaula" fue filmada en el estudio de Desilu Productions en Culver City, California entre el 27 de noviembre y mediados de diciembre de 1964. El trabajo de posproducción ( pick-up shots, edición, scoring, efectos fotográficos y de sonido especiales) continuó hasta el 18 de enero de 1965.
Jeffrey Hunter tenía una opción de exclusividad de seis meses para el rol del capitán Pike. Aunque era requerido que continuara si la serie era seleccionada por la red, no fue solicitado para filmar el segundo piloto que la NBC pidió. Decidido a concentrarse en largometrajes, declinó la oferta. Gene Roddenberry le escribió el 5 de abril de 1965:
Me fue informado que no ha decidido continuar con Star Trek. Por supuesto que esto debe ser su propia decisión, y que debo respetar. Puede estar seguro que no guardo ningún rencor o malos sentimientos, y espero poder continuar reflejando tanto pública como privadamente la alta estima que ganó durante la producción de nuestro piloto.
Roddenberry luego le consultó a Hunter si él podría grabar algunas escenas adicionales para permitir que el piloto rechazado pudiera ser publicado como una presentación teatral (tal como lo fue el piloto para la reciente serie de la NBC de Hunter Temple Houston). Hunter no aceptó dicha propuesta.
Dos semanas después de que la opción expirará el 1 de junio de 1965, Hunter envió una carta solicitando su separación del proyecto. Él murió en el año 1969. Roddenberry sugirió más tarde que fue él —no contento con la interferencia de la esposa de ese momento de Hunter, Dusty Bartlett— quien decidió no recontratar a Hunter. Sin embargo, el productor ejecutivo Herbert F. Solow, quien estaba presente cuando Dusty, actuando como mánager, rehusó el rol a nombre de su esposo, más tarde dijo en sus memorias, En el Interior de Star Trek (Inside Star Trek', en inglés), que sucedió al revés.
Todos los talosianos fueron representados por mujeres, con sus voces telepáticas grabadas por actores masculinos. Esto fue hecho para dar la impresión de que los talosianos habían enfocado sus esfuerzos en desarrollo mental en detrimento de su fuerza y tamaño físico, y también daba un aspecto mucho más extraterrestre a los talosianos. Sin embargo, la profunda voz de Malachi Throne como el Guardián en La Jaula fue retocada con una voz más aguda para La Colección de Fieras, ya que Throne también personificaba al Comodoro Méndez en este último. Pero, se puede encontrar aún una muestra de la voz de Throne como El Guardián en el avance para la segunda parte de La Colección de Fieras.
El cañón fáser de utilería aparece solo en este episodio.
Gene Roddenberry prestó gran atención a lo que el equipo de Rumbo a lo desconocido estaba haciendo en ese momento, y a menudo estaba presente en sus estudios. Contrató a varios discípulos de Rumbo a lo desconocido, entre ellos Robert Justman y Wah Chang para la producción de Star Trek.
Una de las criaturas en las jaulas fue reutilizada para el episodio El Hombre Duplicado The Duplicate Man (en inglés) de la serie de televisión Rumbo a lo desconocido, donde fue llamado un megasoid.
La cabeza de utilería del episodio "Diversión y Juegos" de Rumbo a lo desconocido fue usada para hacer aparecer a los talosianos como unas criaturas viciosas.
El proceso usado para hacer las orejas puntiagudas para David McCallum en "El Sexto Dedo" también fue reutilizado en Star Trek. La 'tormenta de iones' vista en el "El Mutante" (un haz de un proyector iluminando a través de un contenedor lleno de brillo en una suspensión líquida) se convirtió en el efecto del teletransportador.